# Ален Аспе
Ален Аспе (фр. Alain Aspect; Ажен, 15. јун 1947) је француски физичар познат по свом експерименталном раду на квантном спрезању. Године 2022. му је додељена Нобелова награда за физику, заједно са Џоном Клаузером и Антоном Цајлингером, за експерименте са квантним спрезањем, утврђивање кршења Белових неједнакости и квантну информатику.

## Биографија
Рођен је 15. јуна 1947. у Ажену. Дипломирао је на Универзитету Парис-Сацлаи. Положио је агрегацију из физике 1969. и докторирао је 1971. године на Факултету за оптику Универзитета Париж-Сакле. Три године је предавао у Камеруну као замена за тадашњи обавезни војни рок. Почетком 1980-их, док је радио на хабитилацији, извео је експерименте Белових неједнакости који су показали да су Алберт Ајнштајн, Борис Подолски и Нејтан Росен претпоставили свођене на апсурд квантне механике што је подразумевало квантно спрезање али у ствари се чинило да је то реализовано када су две елементарне честице биле произвољно раздвојене великим растојањем. Корелација између таласних функција честица остаје све док су оне некада биле део исте непоремећене таласне функције пре него што је измерена једна од дечјих честица. Одбранио је докторат 1983. године на Универзитету Парис-Сацлаи. Добио је почасни докторат на Универзитету Хериот-Ват 2008. Његови експерименти, након првог експеримента Стјуарта Фридмана и Џона Клаузера из 1972. године, су пружали подршку тези да су Белове неједнакости нарушене међутим његови резултати нису били потпуно убедљиви јер су постојали недостаци који су омогућавали алтернативна објашњења која су у складу са принципом локалности. Након рада на Беловим неједнакостима се окренуо проучавању ласерског хлађења неутралних атома и Бозе–Ајнштајновог кондензата. Био је заменик директора Факултета за оптику до 1994. године. Члан је Француске академије наука и Француске академије технологија и професор на Политехничкој школи. Изабран је за страног члана Краљевског друштва 2015. Године 2005. је одликован златном медаљом Националног центра за научна истраживања где је директор истраживања. Волфова награда за физику му је додељена 2010. године заједно са Антоном Цајлингером и Џоном Клаузером. Године 2013. је награђен и међународном златном медаљом Нилс Бор и Унесковом медаљом Нилс Бор. Године 2011. му је додељена Медаља града Париза, 2013. је добио и Балцнову награду за квантну обраду информација и комуникацију. Године 2014. је номинован за национални орден Легије части. Астероид 33163 Аленаспе, који су открили астрономи у Косолу 1998. године, добио је име по њему. Године 2022. је добио Нобелову награду за физику, заједно са Џоном Клаузером и Антоном Цајлингером, за експерименте са квантним спрезањем, утврђивање кршења Белових неједнакости и квантну информатику.

## Радови
- Lévy statistics and laser cooling : how rare events bring atoms to rest. Cambridge: Cambridge University Press. 2002. ISBN 0511016018. (коаутор)
- Bell, J. S. (2004). Speakable and unspeakable in quantum mechanics : collected papers on quantum philosophy (Rev. изд.). Cambridge: Cambridge University Press. ISBN 0521818621. (Introduction)
- Grynberg, Gilbert (2010). Introduction to quantum optics : from the semi-classical approach to quantized light. Aspect, Alain, Fabre, Claude. Cambridge: Cambridge University Press. ISBN 9780511789724.